# Critério de Kaiser–Meyer–Olkin
O critério ou teste de Kaiser-Meyer-Olkin (KMO) é um critério para identificar se um modelo de análise fatorial que está sendo utilizado é adequadamente ajustado aos dados, testando a consistência geral dos dados. Este método verifica se a matriz de correlação inversa é próxima da matriz diagonal, consistindo em comparar os valores dos coeficientes de correlação linear observados com os valores dos coeficientes de correlação parcial.
Esse critério é fundamentado pela medida de adequacidade dado pela seguinte equação:
{\displaystyle KMO={\frac {\displaystyle {\underset {j\neq k}{\sum \sum }}r_{jk}^{2}}{\displaystyle {\underset {j\neq k}{\sum \sum }}r_{jk}^{2}+{\underset {j\neq k}{\sum \sum }}p_{jk}^{2}}}}
Onde:
rjk é o coeficiente de correlação simples entre as variáveis Xj e Xk;
pjk é o coeficiente de correlação parcial entre Xj e Xk, dados os outros Xs.
Portanto, resulta em um índice, sendo uma estatística que indica a proporção da variância dos dados que pode ser considerada comum a todas as variáveis, ou seja, que pode ser atribuída a um fator comum. Valores altos (entre 0,5 e 1,0) indicam que a análise fatorial é apropriada, enquanto abaixo de 0,5 indicam que a análise pode ser inadequada.